# 瀬川至朗
瀬川 至朗（せがわ しろう、1954年 - ）は、日本の科学ジャーナリスト、早稲田大学教授。

## 略歴
1954年岡山県岡山市生まれ。1973年岡山県立岡山朝日高等学校卒業。1977年東京大学教養学部教養学科科学史・科学哲学分科卒業。1978年東京大学大学院工学系研究科修士課程中退。毎日新聞社に入社し、ワシントン特派員、科学環境部長、編集局次長などを務める。早稲田大学政治経済学術院教授。早稲田大学ジャーナリズム大学院プログラムマネージャー。『科学報道の真相――ジャーナリズムとマスメディアの共同体』で科学ジャーナリスト賞2017を受賞。

## 著書
- 『心臓移植の現場』新潮社 1988年
- 『カードの科学 磁気からICへカードは進化する』講談社ブルーバックス 1993年
- 『健康食品ノート』岩波新書 2002年
- 『科学報道の真相 ジャーナリズムとマスメディア共同体』ちくま新書 2017年

### 共編著・監修
- 『これからのメディアとネットワークがわかる事典 映像、通信、ビジネス…あらゆる分野のマルチメディア事情のすべて』井川陽次郎,浜田俊宏,蜷川由彦,中村慎一,庄司修也共著 日本実業出版社 1995年
- 『ジャーナリズムは科学技術とどう向き合うか 早稲田大学科学技術ジャーナリスト養成プログラムMAJESTy』小林宏一,谷川建司共編 東京電機大学出版局(科学コミュニケーション叢書) 2009年
- 『英和・和英エコロジー用語辞典』執筆・監修,研究社辞書編集部編 研究社 2010年
- 『メディアは環境問題をどう伝えてきたのか 公害・地球温暖化・生物多様性』関谷直也共編著 ミネルヴァ書房 2015年

## 論文
- ＜瀬川至朗